# Club Nàutic Arenys de Mar
El Club Nàutic d'Arenys de Mar (CNAM) és un club nàutic de la Vila d'Arenys de Mar, a la comarca del Maresme, província de Barcelona. Va ser fundat l'any 1952, essent el quart club nàutic més antic de Catalunya, i el més antic no situat a una capital de província.
Les seves instal·lacions es troben al Port d'Arenys de Mar, on disposa d'una Escola de Vela i un "Centre de Perfeccionament Esportiu". Alguns regatistes olímpics espanyols han estat socis d'aquest club.
Un dels antics presidents del Club Nàutic d'Arenys de Mar fou Agustí Montal i Galobart, el qual també fou president del FC Barcelona entre 1946 i 1952.
El Club Nàutic d'Arenys de Mar organitza periòdicament campionats de Catalunya, d'Espanya i internacionals de diferents classes de vela lleugera, especialment en 420, Optimist i  Laser. També organitza regates de creuer a nivell nacional com el Campionat Interclubs Zona Centre, al febrer, i la Copa de la RANC (Real Asociación Nacional de Cruceros) a l'octubre. Les flotes de vela lleugera i de creuer del CNAM estan presents en els principals esdeveniments esportius de Catalunya, de l'estat, d'Europa i del món.
El 16 d’abril de 2021 la Junta de govern del Club prengué l'acord de cedir en règim de comodat el seu fons documental a la Generalitat de Catalunya per la seva conservació a l’Arxiu Comarcal del Maresme. Entre abril i juny es realitzà el transport i destriament de la documentació, que es guarda i classifica a les instal·lacions de l’Arxiu Comarcal del Maresme, Prèviament José María Martínez-Hidalgo, que fou membre en vàries juntes del club, havia fet donació a la biblioteca del CNAM de varis centenars de llibres de la seva biblioteca privada.

## Campionats organitzats

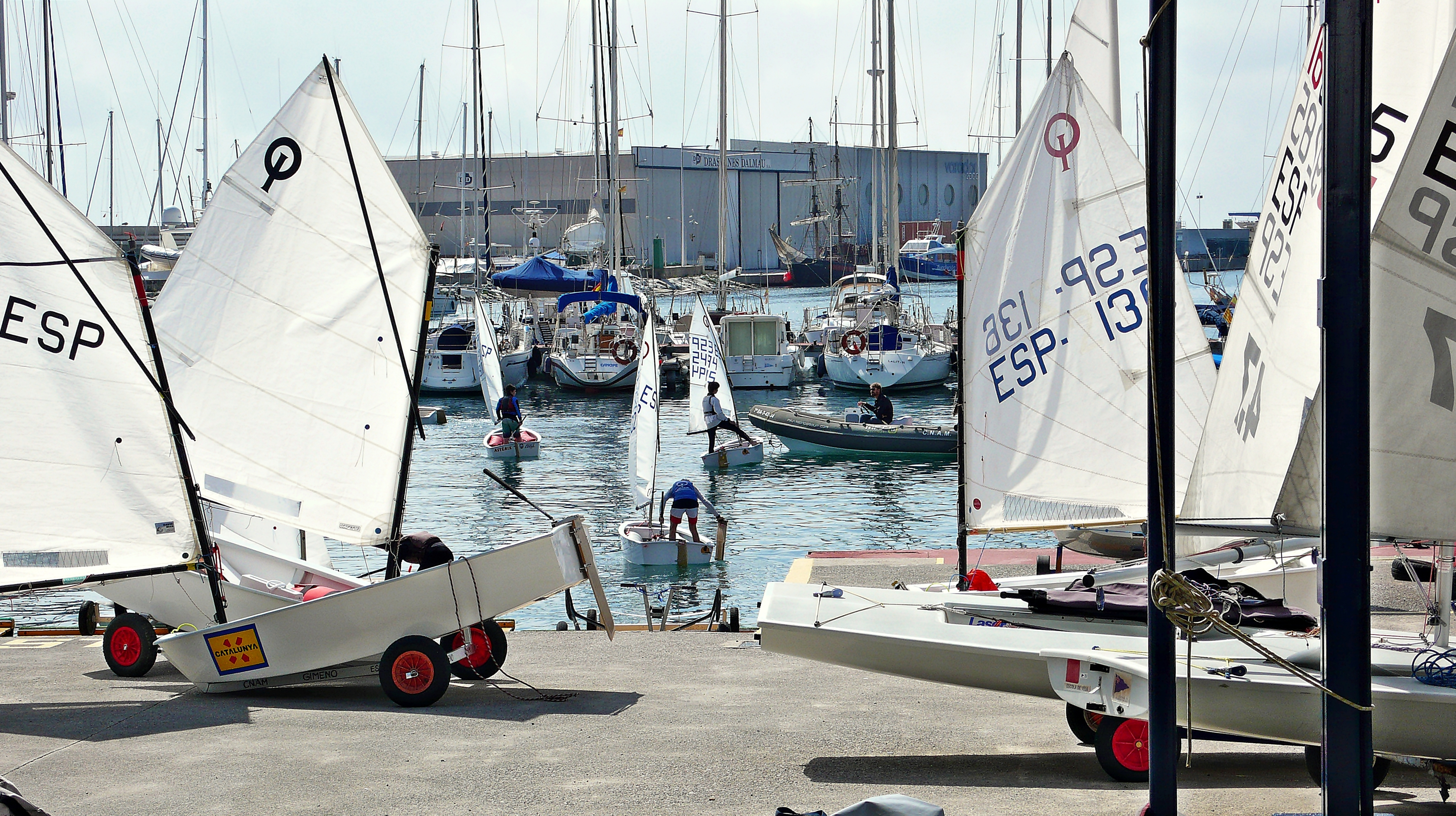
Sortida d'una regata d'Optimist a la Vela lleugera del CNAM

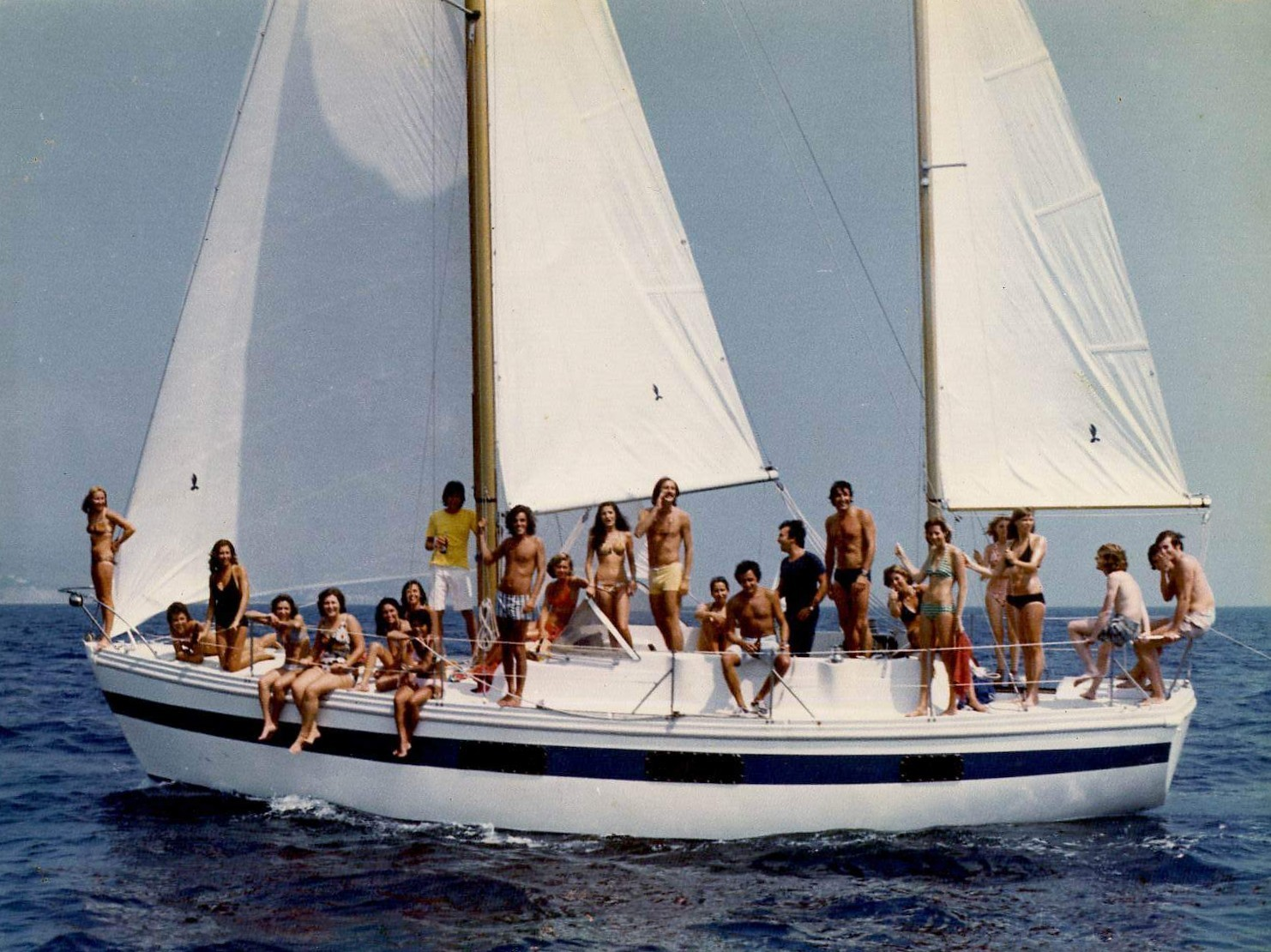
Coronado 35 navegant "al través" amb una nombrosa tripulació la majora socis del CNAM

Especialment sota la presidència de Jacinto Ballester, el CNAM ha organitzat esdeveniments esportius de Catalunya, d'Espanya, d'Europa.i del món, entre ells.
- 1970-1976: Christmas Race (participació internacional)[4]
- 1970: Optimist World's championship.[5]
- 1970: Campionat d'Espanya "Open" classe Flying Dutchman[6]
- 1970: Flying Dutchman European's championship[7][8]
- 1972: Second Ladies European Sailing Championship
- Campionat d'Espanya classe Dragon
- Campionat d'Espanya classe Soling

### Personatges participants
- Joan Carles I de Borbó
- Cristina de Borbó
- Rodney Pattisson

## Mèrits

### En Vela de Creuer

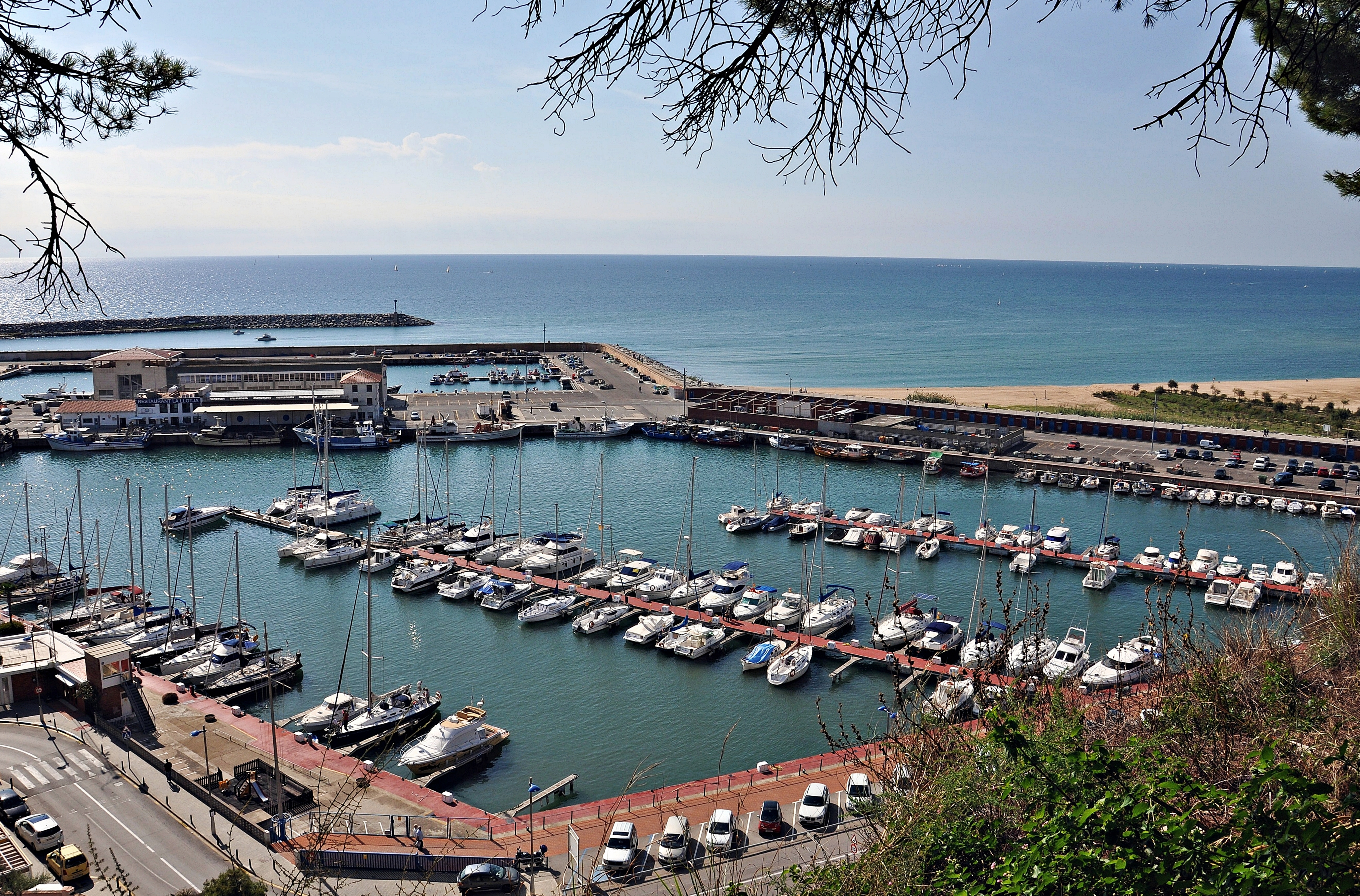
Vista parcial de les instal·lacions del CNAM

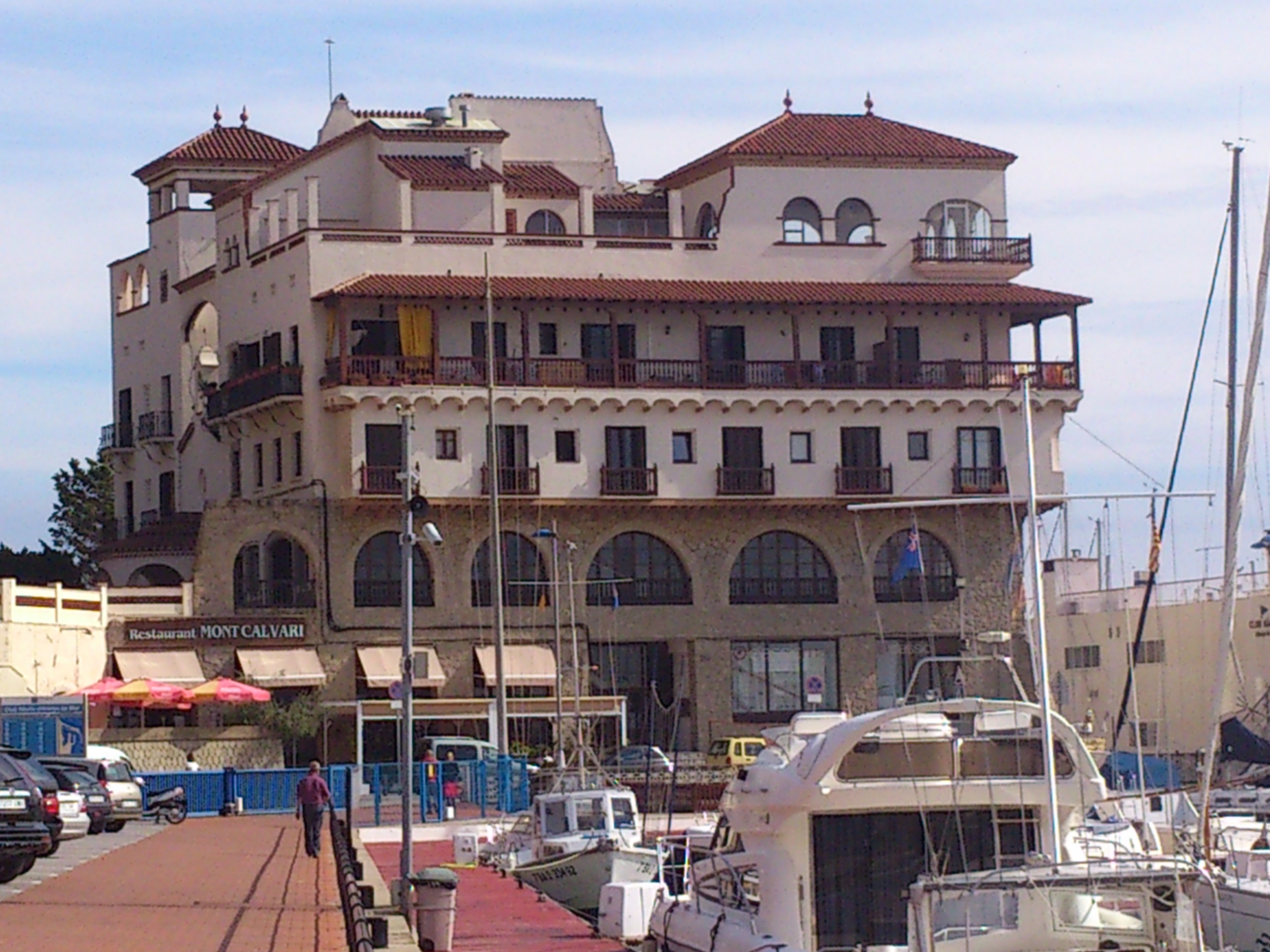
Vista parcial de les instal·lacions del CNAM

- Cinc Campionats de Catalunya de Creuers (1985, 1988, 1989, 2007, 2008).
- Tres Lligues Catalanes de Match-Race (2004, 2006, 2007).
- Cinc embarcacions Campiones d'Espanya a la seva classe.

### En Vela Lleugera
- Cinc regatistes Campions d'Espanya d'Optimist
- Un Campionat del Món d'Optimist[9]
- Un Campionat del Món per Equips d'Optimist (1972)
- Un Campionat d'Espanya per Autonomies d'Optimist (2008)
- Tres Campionats de Catalunya per Equips d'Europe (1994, 1995, 1997)
- Un Campionat d'Europa Master d'Europe (2000)
- Un Campionat d'Espanya de Flying Dutchman (1972)
- Cinc Campionats d'Espanya de 420 (Masculí 1970, 1981, 1994 / Femení 1994, 1998)
- Un Campionat del Món Juvenil de 420 (1979)

### En Motonàutica
- Un Campió del Món d'Esquí Nàutic (Víctor Palomo, 1969)
- Un Campió d'Espanya d'Esquí Nàutic (1975)
- Un equip set vegades Campió d'Espanya d'Off-Shore (1983, 1984, 1985, 1986, 1987, 1988, 1989)

### Altres guardons
- Set trofeus Vela d'Or de la Federació Catalana de Vela.
- Dos trofeus Vela de Platí de la Federació Catalana de Vela.[10]